# Raimkul Malachbekov
Raimkul Chudojnazarovič Malachbekov (16. srpna 1974 Horní Badachšán (Gorno Bakachšan), dnešní Tádžikistánu) je ruský boxer. S boxem začínal v Dušanbe. Tam se setkal s trenérem Cerenem Balzanovem. Po rozpadu SSSR ovšem reprezentoval Ruskou federaci, kam jej v roce 1992 přetáhl právě trenér Balzanov, který opustil občanskou válkou zmítaný Tádžikistán a usadil se v kalmycké Elistě. Raimkul jej po kratičkém intermezzu v Moskvě následoval a boxoval za místní klub Dynamo. Malachbekov tak celou seniorskou kariéru prožil pod ruskou vlajkou. A jednalo se o velmi impresivní kariéru. Malachbekov patří mezi nejúspěšnější bantamové váhy olympijského boxu v dějinách.

## Mistrovství Evropy
Prvního velkého úspěchu se dočkal již v roce 1993, když v turecké Burse vyhrál pro svoji novou vlast mistrovství Evropy. V semifinále porazil těsně 12:11 mistra Evropy, mistra světa a bronzového medailistu z OH v Barceloně Istvána Kovácse z Maďarska a ve finále Poláka Roberta Cibu 10:3. Na dalším mistrovství Evropy v dánském Vejle v roce 1996 získal stříbrnou medaili, když jej ve finále porazil István Kovács a vrátil mu tak semifinálovou prohru z Bursy. V Minsku v roce 1998 získal bronz, protože v semifinále nestačil na Ukrajince Sergeje Danilčenka a prohrál 2:0. V Tampere v roce 2000 se opět probojoval až do finále, ale neuspěl a získal stříbro, jelikož se mu nepodařilo porazit Agasi Agaguloglua z Turecka. V roce 2002 v ruské Permi ale opět na zlato dosáhl. Tentokrát už v pérové váze do 57 kg a byl to jeho jediný velký mezinárodní úspěch v jiné než bantamové váze. Ázerbájdžánského boxera Šahina Imranova porazil pro naprostou převahu už ve 2. kole finálového zápasu. Stejným způsobem, akorát „až“ ve 3. kole zápasu, ovládl i semifinále proti gruzínskému bijci Konstantinu Kupatadzemu. Před limitem vyhrál i čtvrtfinále a osmifinále, pouze v 1. kole turnaje mu soupeř doboxoval na body, ale výsledek 22:7 pro Raimkula vypovídá o jeho dominanci také dostatečným způsobem. Jediným ME, kde nezískal Malachbekov medaili, byl turnaj v chorvatské Pule v roce 2004. V osmifinále se Kupatadzemu podařilo pomstít ponížení z Permu a zvítězit 29:28.

## Mistrovství světa
Malachbekov vyhrál hned první MS, na kterém startoval, stejně jako tomu bylo u ME. V Berlíně v roce 1995 měl ve finále i stejného soupeře – polského Cibu, boxera se rvavým stylem, kterého porazil 5:3 na body. V semifinále zdolal arménského boxera Artura Mikaeljana a předtím ve čtvrtfinále Andreje Gončara z Ukrajiny. V osmifinále Australana Jamese Swana, ale asi nejtěžší zápas jej čekal hned v prvním kole, kde těsně 17:16 na body porazil úřadujícího olympijského vítěze a pozdější hvězdu i v profesionálním ringu kubánského bojovníka Joela Casamayora. Jednalo se o velké překvapení, tím spíše, že po prvních dvou kolech Malachbekov prohrával 12:4. Ve třetím kole ale předvedl opravdovou smršť a dokázal zápas strhnout na svoji stranu a mohl tak dokráčet až ke zlatu.
O dva roky později v Budapešti Malachbekov titul obhájil, když porazil Waldemara Fonta z Kuby 18:6 na body, čímž se zařadil mezi legendy rohovnického sportu, které více než jednou vyhráli jak kontinentální, tak světový šampionát. Předtím porazil v semifinále opět arménského reprezentanta, tentokrát Arama Ramazjana, a to jasně na body 16:3. Vysoko 14:2 porazil svého soupeře i ve čtvrtfinále – francouzského boxera Rachida Bouatiju. Turkmenského borce Meretnijazova porazil v osmifinále RSC a Moldavana Skrjabina v prvním kole 11:4 na body. V texaském Houstonu v roce 1999 pro zranění a ani na dalších MS již nestartoval.

## Olympijské hry
I do olympijských dějin se Malachbekov zapsal jako medailista, ale ani jednou se mu nepodařilo získat zlatou medaili. V Atlantě 1996 získal bronzovou medaili, když v semifinále prohrál s kubánským Arnaldem Mesou na pomocné body, když zápas skončil jinak remízou 14:14. Ve čtvrtfinále porazil mongolského Davatserena 21:9, v osmifinále Abdelazize Boulahiu ve 3. kole a v prvním kole pozdější velkou star profesionálního boxu Portorikánce José Miguela Cotta 16:6 na body. O 4 roky později v Sydney došel Malachbekov až do finále, ale získal jen stříbro, jelikož podlehl 18:12 vycházející kubánské hvězdě Guillermo Rigondeauxovi který tak získal první ze svých dvou olympijských zlatých. V semifinále se potkal opět s ukrajinským Danilčenkem, kterému vrátil porážku z ME v Minsku vítězstvím 15:10 na body. Ve čtvrtfinále zdolal Ališera Rachimova z Uzbekistánu 16:10 na body, v osmifinále Tejmuraze Churcilavu z Gruzie 13:7 a v prvním kole argentinského Ceferina Labardu RSCO (pro naprostou převahu) ve 3. kole.

## Další prestižní turnaje
V roce 1998 v New Yorku na Hrách dobré vůle vypadl ve čtvrtfinále těsně 5:4 na body s Timurem Tuljakovem z Uzbekistánu.
V roce 1997 vyhrál prestižní Strandja Memorial v bulharské Sofii, když ve finále zdolal Gennadije Ozarinského z Ukrajiny 8:1. Vítězství zde zopakoval i o 3 roky později, kdy se turnaj konal v Plovdivu, když ve finále zdolal domácího Neno Nanova 5:0 na body.
V roce 1999 obsadil 2. místo na Gee Bee Tournament ve finské metropoli Helsinki, když jej ve finále porazil domácí Joni Turunen 8:4. Zajímavostí je, že na tomto turnaji vybojoval Malachbekov tři utkání a ve všech měl za soupeře domácí finské boxery.
Vyhrál i několik turnajů v Moskvě. V roce 1995 100. Anniversary Tournament, když ve finále porazil na body již jednou zmíněného Andreje Gončara a v semifinále svého domácího rivala Michaila Ananina, také na body. V roce 2000 na Turnaji čtyř národů zvítězil, když ve finále na body zdolal opět Danilčenka a v semifinále opět Ališera Rachimova. V Nižněvartovsku v roce 2002 zvítězil na Turnaji zemí vyvážejících ropu, kde boxoval v pérové váze do 57 kg. Ve finále zdolal Majida Jeliliho (Madžída Džalílího) ze Švédska.

## Mistrovství Ruské federace
V roce 1993 v Čeljabinsku vyhrál. O rok později v St. Petěrburgu také. V roce 1995 v tatarské Kazani taktéž, porazil ve finále Michaila Ananina. V olympijském roce 1996 na domácím šampionátu v Jekatěrinburgu nestartoval, ale hlavní rival Ananin zde vypadl již v semifinále s pozdějším vítězem Alexandrem Mitiševem. V roce 1997 zvítězil taktéž, v Permi opět ve finále zdolal Ananina. V roce 1998 v Bělgorodě opět usedl na ruský bantamový trůn a ve finále zdolal nikoho jiného než Ananina. V roce 1999 se vrátil do Čeljabinsku opět pro zlato, které ve finále dobyl na darginském boxerovi Kamilu Džamalutdinovovi, který získal tentýž rok na MS v Houstonu stříbro, jelikož Malachbekov se zranil, a o rok později získal na OH v Sydney, kde byli v ruské sborné spolu s Raimkulem, bronz v pérové váze. Malachbekov je tedy šestinásobným ruským šampionem. V roce 2003 se ještě pokusil zopakovat úspěch z ME v Permi a dobýt ve váze do 57 kg i ruský titul, ale ve finále byla proti vycházející star Alexej Tiščenko.

## Konec kariéry
Malachbekov ukončil mezinárodní kariéru v roce 2004. Do profesionálního ringu vstoupit odmítl, ačkoliv nabídek měl několik, především po OH v Sydney. Zůstal žít v Elistě, kde byl od roku 2003 do roku 2013 poslancem místního parlamentu (Churalu) a předsedal výboru pro mládež, kulturu a sport. Od roku 2010 je předsedou Federace boxu Kalmykie. Je nositelem několika kalmyckých republikových ocenění včetně titulu Hrdina Kalmykie, který obdržel po svém prvním světovém triumfu v roce 1995. Je ženatý a má kromě boxu rád automobily.